# Invandring till Europa
Många människor har under 1900-talet invandrat till Europa, antingen för att få utbildning eller arbete eller som flyktingar från krig eller politiskt förtryck. Särskilt gamla kolonialmakter som Storbritannien och Frankrike har under hela 1900-talet upplevt en betydande invandring från de många brittiska och franska kolonierna. Andra europeiska länder, som Sverige och Tyskland, har först efter andra världskriget upplevt en större invandring. Den har givit upphov till politisk diskussion och olika tillvägagångssätt när det gäller att hantera en alltmer mångkulturell befolkning. Ett känt exempel är den status av gastarbeiter som Tysklands arbetskraftsinvandrare tilldelades, utan medborgarskap och därtill hörande rättigheter. I dagens Tyskland får de tidigare gästarbetarnas barn tyskt medborgarskap när de föds. Men i Österrike ärver barn till gästarbetare fortfarande föräldrarnas medborgarskap, inte det österrikiska. Frankrike vann fotbolls-VM 1998 med ett landslag som präglades av etnisk mångfald, vilket bidrog till att bland annat algeriska och marockanska invandrare accepterades som franska medborgare och som del i det franska samhället.

## Förmodern tid
Under förhistorisk tid nåddes den europeiska kontinenten av tre stora invandringsvågor av moderna människor, Homo Sapiens, från andra kontinenter:
1. För ungefär 42 000 år sedan invandrade jägare/samlare till europeiska kontinenten.
2. Med början för 10 000  år sedan invandrade jordbrukare som odlade säd och skötte tamboskap från Anatolien i nuvarande Turkiet och Syrien, sannolikt till följd av Svarta havets översvämningar, och förde med sig bondestenåldern till Europa. De anlände först till södra Europa och spred sig därifrån över stora delar av övriga Europa. De nådde centrala Tyskland för cirka 7 500 år sedan, och Skandinavien som trattbägarkultur för 6 000 år sedan.
3. För cirka 4 800 år sedan anlände stäppherdar med stora fårhjordar från nuvarande Ryssland, och associeras till snörkeramisk kultur och Jamnakulturen. Efter ytterligare 300 år invandrade ytterligare en grupp människor västerifrån: den så kallade klockbägarkulturen, som förde med sig kunskaper om metallhantering och båtbyggande. Stäppherdarna gav upphov till stridsyxekulturen i södra Sverige-Norge, vilket var upptakten till bronsålderns dramatiska förändringar.

Därefter har inga stora migrationer skett till Europa från andra kontinenter fram till modern tid. Exempel på mindre omfattande utomeuropeisk invandring som skett sedan dess och innan modern tid är:
- Den judiska diasporan bl.a. efter Jerusalems förstöring år 70,
- Hunner som nådde Europa på 370-talet till 450-talet kan möjligen ha assimilerats.
- Romers invandring från norra Indien under 900- eller 1000-talet, sannolikt till följd av religionsförföljelse.

En rad mycket stora folkvandringar har dock skett inom Europa under historien, exempelvis under folkvandringstiden mellan år 375 och 568.

## Modern tid
Under senare delen av 1800-talet och det tidigare delen av 1900-talet dominerade emigration från Europa.

### Efterkrigstiden
Efter Andra världskriget under perioden 1945 fram till 1960-talet var miljoner på flykt och migration inom Europa ökade då folk sökte sig till ett nytt liv och möjligheter till arbete. FN:s Flyktingkonvention från 1951 uppmuntrade många europeiska länder att ta emot migranter och flyktingar från länder som krigshärjats.
Efterkrigstiden var också den period då europas länder avvecklade sina kolonier vilket medförde att europeiska kolonister återvände till Europa. Till exempel tog Storbritannien emot migranter från områden i det forna Brittiska imperiet som Indien, Paktistan och Jemen samt flyktingar ifrån Polen, judiska förintelseöverlevare och ungrare som flydde ifrån sovjetarméerna.

### Arbetskraftsinvandring
Under 1950-talet rekryterades arbetskraftinvandrare från Sydeuropa, Östeuropa, Turkiet, Mellanöstern och Nordafrika av myndigheter och företag till att arbeta under återuppbyggnaden av Europa. Tyskland rekryterade arbetskraft ifrån Turkiet. Frankrike och Belgium attraherade många män ifrån Marocko och Algeriet.
År 1964 likställdes inhemska och medborgare i Europeiska ekonomiska gemenskapen och efter år 1968 kunde EEG-medborgare och inhemsk arbetskraft söka arbeten på lika villkor. Det ledde till att exempelvis italienare kunde söka arbete i Belgien eller holländare i Tyskland.

### Åtstramningar och lågkonjunktur
Under 1970-talet sjönk europeiska länder ner i en lågkonjunktur[förklaring behövs] och många arbetskraftsinvandrare blev arbetslösa. Under åren 1973-75 stramade många västeuropeiska länder åt sin invandringspolitik. Åtstramningarna varierade från land till land men syftade överlag till att stoppa arbetskraftsinvandringen och förhindra migranter ifrån att ta sig till Europa. Myndighetsinsatser för att få arbetskraftsinvandrarna att återvända hade ingen verkan när det gällde att få arbeskraftsinvandrarna att återvända till sina ursprungsländer och antalet invandrare i Europa har ökat snarare än minskat sedan 1970-talet.

### 1980-talet och framåt

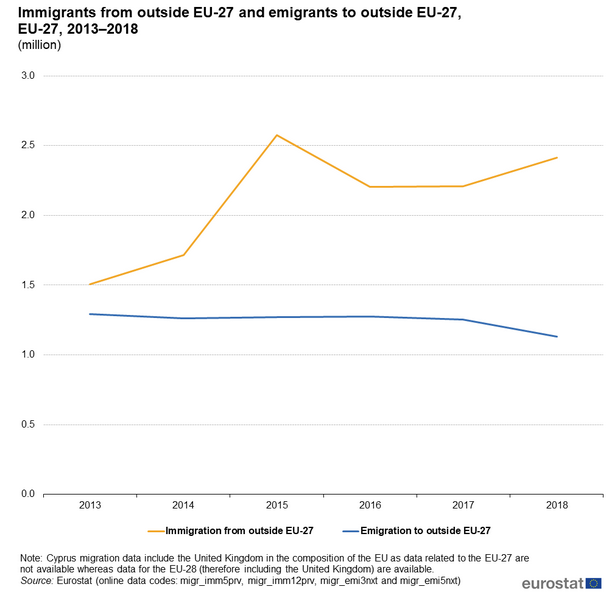
Utom EU-27 länders invandring och utvandring till/från EU-27 länderna. Källa: Eurostat 2020

Sedan Schengen-avtalet infördes 1985, och sedan 2004 då även övriga EU och EES beviljade sina medborgare fri rörlighet och bosättning inom området som EU-migranter, har termen "invandrare" i europeiska länder främst använts för att hänvisa till utomeuropeiska medborgare och andra tredjelandsmedborgare.
Flyktingvågen till EU nådde en topp 1992 under Jugoslaviska krigen, med 672 000 asylsökande till EU-15. Detta rekord tangerades 2014 när 626 715 flyktingar anlände i samband med Flyktingkrisen i Europa, och passerades 2015. De största ursprungsländerna 2014 var Syrien (20%), Afghanistan (7%), Kosovo (6%), Eritrea (6%) och Serbien (5%).

## Mottagarländer 2013
Här följer FN-statistik från 2013 över antal invandrare i europeiska länder (inklusive de delar av länderna som ligger i Asien):
| Land                    | Antal invandrare | Andel (%) av världens invandrare | Andel (%) invandrare av landets befolkning |
| ----------------------- | ---------------- | -------------------------------- | ------------------------------------------ |
| Ryssland                | 11048064         | 4,8                              | 7,7                                        |
| Tyskland                | 9845244          | 4,3                              | 11,9                                       |
| Storbritannien          | 7824131          | 3,4                              | 12,4                                       |
| Frankrike               | 7439086          | 3,2                              | 11,6                                       |
| Spanien                 | 6466605          | 2,8                              | 13,8                                       |
| Italien                 | 5721457          | 2,5                              | 9,4                                        |
| Ukraina                 | 5151378          | 2,2                              | 11,4                                       |
| Schweiz                 | 2335059          | 1,0                              | 28,9                                       |
| Nederländerna           | 1964922          | 0,9                              | 11,7                                       |
| Turkiet                 | 1864889          | 0,8                              | 2,5                                        |
| Sverige                 | 1130025          | 0,7                              | 15,9                                       |
| Österrike               | 1333807          | 0,6                              | 15,7                                       |
| Belgien                 | 1159801          | 0,5                              | 10,4                                       |
| Vitryssland             | 1085396          | 0,5                              | 11,6                                       |
| Grekland                | 988245           | 0,4                              | 8,9                                        |
| Portugal                | 893847           | 0,4                              | 8,4                                        |
| Kroatien                | 756980           | 0,3                              | 17,6                                       |
| Irland                  | 735535           | 0,3                              | 15,9                                       |
| Norge                   | 694508           | 0,3                              | 13,8                                       |
| Polen                   | 663755           | 0,3                              | 0,9                                        |
| Danmark                 | 556825           | 0,3                              | 9,9                                        |
| Serbien                 | 532457           | 0,3                              | 5,6                                        |
| Ungern                  | 472798           | 0,3                              | 4,7                                        |
| Tjeckien                | 439116           | 0,2                              | 4.0                                        |
| Moldavien               | 391508           | 0,2                              | 11,2                                       |
| Azerbajdzjan            | 323843           | 0,2                              | 3,4                                        |
| Armenien                | 317001           | 0,2                              | 10,6                                       |
| Finland                 | 293167           | 0,2                              | 5,4                                        |
| Lettland                | 282887           | 0,2                              | 13,8                                       |
| Slovenien               | 233293           | 0,2                              | 11,3                                       |
| Luxemburg               | 229409           | 0,1                              | 43,3                                       |
| Estland                 | 209984           | 0,1                              | 16,4                                       |
| Cypern                  | 207313           | 0,1                              | 18,2                                       |
| Rumänien                | 198839           | 0,1                              | 0,9                                        |
| Georgien                | 189893           | 0,1                              | 4,4                                        |
| Litauen                 | 147781           | 0,1                              | 4,9                                        |
| Makedonien              | 139751           | 0,1                              | 6,6                                        |
| Albanien                | 96798            | 0,1                              | 3,1                                        |
| Bulgarien               | 84101            | 0,1                              | 1,2                                        |
| Andorra                 | 45086            | 0,1                              | 56,9                                       |
| Isle of Man             | 44688            | 0,1                              | 52,0                                       |
| Island                  | 34377            | 0,1                              | 10,7                                       |
| Monaco                  | 24299            | 0,1                              | 64,2                                       |
| Bosnien och Hercegovina | 23197            | 0,1                              | 0,6                                        |
| Liechtenstein           | 12208            | 0,1                              | 33,1                                       |
| Gibraltar               | 9662             | 0,1                              | 33,0                                       |
| San Marino              | 4399             | 0,1                              | 15,4                                       |
| Vatikanstaten           | 799              | 0,1                              | 100,0                                      |